# Йорквілл (Огайо)
Йорквілл (англ. Yorkville) — селище (англ. village) в США, в округах Бельмонт і Джефферсон штату Огайо. Населення — 968 осіб (2020).

## Географія
Йорквілл розташований за координатами 40°9′13″ пн. ш. 80°42′26″ зх. д. / 40.15361° пн. ш. 80.70722° зх. д. (40.153710, -80.707142).  За даними Бюро перепису населення США в 2010 році селище мало площу 1,55 км², з яких 1,54 км² — суходіл та 0,00 км² — водойми.

### Клімат
| Клімат : Йорквілл       | Клімат : Йорквілл | Клімат : Йорквілл | Клімат : Йорквілл | Клімат : Йорквілл | Клімат : Йорквілл | Клімат : Йорквілл | Клімат : Йорквілл | Клімат : Йорквілл | Клімат : Йорквілл | Клімат : Йорквілл | Клімат : Йорквілл | Клімат : Йорквілл | Клімат : Йорквілл |
| Показник                | Січ.              | Лют.              | Бер.              | Квіт.             | Трав.             | Черв.             | Лип.              | Серп.             | Вер.              | Жовт.             | Лист.             | Груд.             | Рік               |
| Середній максимум, °C   | 2,8               | 4,4               | 9,4               | 16,7              | 21,7              | 26,1              | 28,3              | 27,8              | 24,4              | 17,8              | 11,7              | 5,0               | 16,1              |
| Середня температура, °C | −1,1              | 0,0               | 4,4               | 10,6              | 15,6              | 20,6              | 23,3              | 22,8              | 18,9              | 12,2              | 6,7               | 1,1               | 11,1              |
| Середній мінімум, °C    | −5,6              | −4,4              | −1,1              | 4,4               | 10,0              | 15,6              | 17,8              | 17,2              | 13,3              | 7,2               | 1,7               | −2,8              | 6,1               |
| Норма опадів, мм        | 61                | 61                | 89                | 89                | 102               | 91                | 104               | 94                | 79                | 64                | 76                | 71                | 978               |
| ----------------------- | ----------------- | ----------------- | ----------------- | ----------------- | ----------------- | ----------------- | ----------------- | ----------------- | ----------------- | ----------------- | ----------------- | ----------------- | ----------------- |
| Джерело: Weatherbase    |                   |                   |                   |                   |                   |                   |                   |                   |                   |                   |                   |                   |                   |

## Демографія
Згідно з переписом 2010 року, у селищі мешкало 1079 осіб у 498 домогосподарствах у складі 291 родини. Густота населення становила 698 осіб/км².  Було 570 помешкань (369/км²).
Расовий склад населення:
| - 98,1 % — білих - 1,4 % — чорних або афроамериканців - 0,1 % — корінних американців |

До двох чи більше рас належало 0,4 %. Частка іспаномовних становила 0,1 % від усіх жителів.
За віковим діапазоном населення розподілялося таким чином: 17,0 % — особи молодші 18 років, 60,9 % — особи у віці 18—64 років, 22,1 % — особи у віці 65 років та старші. Медіана віку мешканця становила 46,4 року. На 100 осіб жіночої статі у селищі припадало 90,3 чоловіків;  на 100 жінок у віці від 18 років та старших — 88,2 чоловіків також старших 18 років.
Середній дохід на одне домашнє господарство  становив 44 052 долари США (медіана — 33 850), а середній дохід на одну сім'ю — 53 745 доларів (медіана — 45 481). Медіана доходів становила 40 000 доларів для чоловіків та 30 000 доларів для жінок. За межею бідності перебувало 14,6 % осіб, у тому числі 25,2 % дітей у віці до 18 років та 6,5 % осіб у віці 65 років та старших.
Цивільне працевлаштоване населення становило 477 осіб. Основні галузі зайнятості: освіта, охорона здоров'я та соціальна допомога — 32,7 %, роздрібна торгівля — 14,9 %, виробництво — 11,7 %.